# خرچنگ‌های گرد ناکامل
خرچنگ‌های گرد ناکامل (نام علمی: Atelecyclidae) نام یک خانواده از بالاخانواده چنگارواران است.